# Big Band Jazz Maresme
La Big Band Jazz Maresme és una big band creada l'any 2005.

## Discografia
| • Big Band Jazz Maresme (2011) |
| --- |
| (Temps Record) 1. Backrow Politics 2. A Beautifuld Friendship 3. Tin Tin Deo 4. This Can't Be Love 5. Half The Fun 6. Love For Sale 7. The Blues Machine 8. Come Rain or Come Shine 9. Pots & Pans 10. Solitude 11. N A Mellow Tone (live) 12. Mercy, Mercy, Mercy (live) 13. T'Ain't What You Do |

| • Meeting our Neighbours amb Tricia Evy i Fabrizio Bosso (2018) |
| --- |
| (Temps Record) 1. Soupbone 2. Ya Gotta Try...Harder 3. Almost Like Being in Love 4. Ask Me Now 5. Squatty Roo 6. I'm Just a Lucky so and So 7. Angel Eyes 8. Stolen Moments 9. Hallelujah I Just Love Him So 10. Without a Song 11. There is No Greater Love - Bonus Track |